# Valle Vite - Valle dell'Acquarella
Valle Vite - Valle dell'Acquarella este o arie protejată (arie specială de conservare — SAC, sit de importanță comunitară — SCI) din Italia întinsă pe o suprafață de 1.057 ha, integral pe uscat.

## Localizare
Centrul sitului Valle Vite - Valle dell'Acquarella este situat la coordonatele 43°20′48″N 13°01′20″E / 43.346667°N 13.022222°E.

## Înființare
Situl Valle Vite - Valle dell'Acquarella a fost declarat sit de importanță comunitară în iunie 1995 pentru a proteja 1 specie de animale. Situl a fost protejat și ca arie specială de conservare în aprilie 2016.

## Biodiversitate
Situată în ecoregiunea continentală, aria protejată conține 10 habitate naturale: Pante stâncoase calcaroase cu vegetație casmofită, Păduri de Quercus ilex și Quercus rotundifolia, Pajiști carstice calcaroase sau bazofile, de Alysso-Sedion albi, Pajiști uscate seminaturale și facies de acoperire cu tufișuri pe substraturi calcaroase (Festuco-Brometalia) (* situri importante pentru orhidee), Păduri de fag din Apenini cu Taxus și Ilex, Pseudostepă cu ierburi și specii anuale de Thero-Brachypodietea, Galerii de Salix alba și de Populus alba, Liziere de ierburi înalte hidrofile de câmpie și de nivel montan până la alpin, Fânețe de joasă altitudine (Alopecurus pratensis, Sanguisorba officinalis), Păduri de stejar alb estice.
La baza desemnării sitului se află o specie protejată de  păsări: șoim călător (Falco peregrinus)
Pe lângă speciile protejate, pe teritoriul sitului au mai fost identificate 4 specii de plante.